# Lista siturilor arheologice din județul Sibiu - Ț
Lista siturilor arheologice din județul Sibiu - Ț conține toate siturile arheologice din județul Sibiu înscrise în Repertoriul Arheologic Național (RAN) și aflate în localități al căror nume începe cu litera Ț. RAN este administrat de Ministerul Culturii și Patrimoniului Național și cuprinde date științifice, cartografice, topografice, imagini și planuri, precum și orice alte informații privitoare la zonele cu potențial arheologic, studiate sau nu, încă existente sau dispărute.
Puteți căuta un sit din localitățile care încep cu litera Ț folosind formularul de mai jos sau puteți naviga prin toate siturile din județ la Lista siturilor arheologice din județul Sibiu.
| Cod RAN                                    | Denumire | Localitate                     | Adresă | Datare                             | Descoperit | Coordonate | Imagine           | Erori            |
| ------------------------------------------ | --- | ------------------------------ | ------ | ---------------------------------- | ---------- | ---------- | ----------------- | ---------------- |
| 145024.01.01                               | Așezarea neolitică de la Țapu / ansamblu anonim (Categorie: locuire civilă) (Tip: Așezare)                                  | sat Țapu, comuna Micăsasa      |        |                                    |            |            | Încărcați imagine | Raportați eroare |
| 145024.02.01 (Cod LMI: SB-II-m-A-12575.02) | Ansamblul bisericii evanghelice fortificate de la Țapu / ansamblu anonim (Categorie: locuire) (Tip: Cetate sătească)        | sat Țapu, comuna Micăsasa      | 134    | înc. sec. XVI; transf. 1625, 1838  |            |            | Încărcați imagine | Raportați eroare |
| 145024.02.02 (Cod LMI: SB-II-m-A-12575.01) | Ansamblul bisericii evanghelice fortificate de la Țapu / ansamblu Biserica fortificată (Categorie: locuire) (Tip: Biserică) | sat Țapu, comuna Micăsasa      | 134    | sec. XV - XVII; transf. 1625, 1838 |            |            | Încărcați imagine | Raportați eroare |
| 145195.02.01                               | Vicus roman la Țichindeal / ansamblu anonim (Categorie: locuire) (Tip: Vicus)                                               | sat Țichindeal, comuna Nocrich |        | neprecizată                        |            |            | Încărcați imagine | Raportați eroare |